# Lophocampa propinqua
Lophocampa propinqua är en fjärilsart som beskrevs av Edwards 1884. Lophocampa propinqua ingår i släktet Lophocampa och familjen björnspinnare. Inga underarter finns listade i Catalogue of Life.

## Bildgalleri

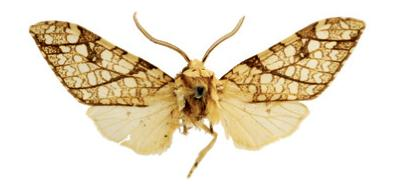